# Ginástica nos Jogos Olímpicos de Verão de 1964
A ginástica nos Jogos Olímpicos de Verão de 1964 foi realizada em Tóquio, no Japão, com quatorze eventos: oito masculinos e seis femininos. A competição foi disputada entre 18 e 23 de outubro de 1964 no Tokyo Metropolitan Gymnasium.

## Eventos
Ginástica artística
Quatorze conjuntos de medalhas foram concedidos nos seguintes eventos:
- Equipes masculinas
- Individual geral masculino
- Solo masculino
- Salto sobre o cavalo masculino
- Cavalo com alças
- Argolas
- Barra fixa
- Barras paralelas

- Equipes femininas
- Individual geral feminino
- Solo feminino
- Salto sobre o cavalo feminino
- Trave feminino
- Barras assimétricas feminino

## Medalhistas
Masculino
| Evento                    | Ouro                                                                                              | Prata | Bronze                                                                                               |
| ------------------------- | ------------------------------------------------------------------------------------------------- | --- | --- |
| Equipes detalhes          | Yukio Endo Shuji Tsurumi Haruhiro Yamashita Takuji Hayata Takashi Mitsukuri Takashi Ono JPN Japão | Sergei Diomidov Viktor Leontev Viktor Lisitsky Boris Shakhlin Yuri Titov Yuri Tsapenko URS União Soviética | Siegfried Fülle Klaus Köste Erwin Koppe Peter Weber Philipp Fürst Günter Lyhs EUA Equipe Alemã Unida |
| Individual geral detalhes | Yukio Endo JPN Japão                                                                              | Boris Shakhlin URS União Soviética Viktor Lisitsky URS União Soviética Shuji Tsurumi JPN Japão             | nenhum                                                                                               |
| Solo detalhes             | Franco Menichelli ITA Itália                                                                      | Yukio Endo JPN Japão Viktor Lisitsky URS União Soviética                                                   | nenhum                                                                                               |
| Salto detalhes            | Haruhiro Yamashita JPN Japão                                                                      | Viktor Lisitsky URS União Soviética                                                                        | Hannu Rantakari FIN Finlândia                                                                        |
| Barra fixa detalhes       | Boris Shakhlin URS União Soviética                                                                | Yuri Titov URS União Soviética                                                                             | Miroslav Cerar YUG Iugoslávia                                                                        |
| Cavalo com alças detalhes | Miroslav Cerar YUG Iugoslávia                                                                     | Shuji Tsurumi JPN Japão                                                                                    | Yuri Tsapenko URS União Soviética                                                                    |
| Barras paralelas detalhes | Yukio Endo JPN Japão                                                                              | Shuji Tsurumi JPN Japão                                                                                    | Franco Menichelli ITA Itália                                                                         |
| Argolas detalhes          | Takuji Hayata JPN Japão                                                                           | Franco Menichelli ITA Itália                                                                               | Boris Shakhlin URS União Soviética                                                                   |

Feminino
| Evento                       | Ouro | Prata | Bronze                                                                                   |
| ---------------------------- | --- | --- | ---------------------------------------------------------------------------------------- |
| Equipes detalhes             | Polina Astakhova Ludmila Gromova Larissa Latynina Tamara Manina Elena Volchetskaya Tamara Zamotaylova URS União Soviética | Věra Čáslavská Hana Růžičková Jaroslava Sedláčková Adolfína Tkačíková Mária Krajčírová Jana Posnerová TCH Checoslováquia | Toshiko Aihara Ginko Chiba Keiko Ikeda Taniko Nakamura Kiyoko Ono Hiroko Tsuji JPN Japão |
| Individual geral detalhes    | Věra Čáslavská TCH Checoslováquia                                                                                         | Larissa Latynina URS União Soviética                                                                                     | Polina Astakhova URS União Soviética                                                     |
| Solo detalhes                | Larissa Latynina URS União Soviética                                                                                      | Polina Astakhova URS União Soviética                                                                                     | Anikó Ducza HUN Hungria                                                                  |
| Salto detalhes               | Věra Čáslavská TCH Checoslováquia                                                                                         | Larissa Latynina URS União Soviética Birgit Radochla EUA Equipe Alemã Unida                                              | nenhum                                                                                   |
| Trave detalhes               | Věra Čáslavská TCH Checoslováquia                                                                                         | Tamara Manina URS União Soviética                                                                                        | Larissa Latynina URS União Soviética                                                     |
| Barras assimétricas detalhes | Polina Astakhova URS União Soviética                                                                                      | Katalin Makray HUN Hungria                                                                                               | Larissa Latynina URS União Soviética                                                     |

## Quadro de medalhas
| Ordem | País                   | Medalha de ouro | Medalha de prata | Medalha de bronze |    |
| ----- | ---------------------- | --------------- | ---------------- | ----------------- | -- |
| 1     | JPN Japão              | 5               | 4                | 1                 | 10 |
| 2     | URS União Soviética    | 4               | 10               | 5                 | 19 |
| 3     | TCH Checoslováquia     | 3               | 1                |                   | 4  |
| 4     | ITA Itália             | 1               | 1                | 1                 | 3  |
| 5     | YUG Iugoslávia         | 1               |                  | 1                 | 2  |
| 6     | EUA Equipe Alemã Unida |                 | 1                | 1                 | 2  |
| 6     | HUN Hungria            |                 | 1                | 1                 | 2  |
| 8     | FIN Finlândia          |                 |                  | 1                 | 1  |
| TOTAL | TOTAL                  | 14              | 18               | 11                | 43 |